# Villás viharfecske

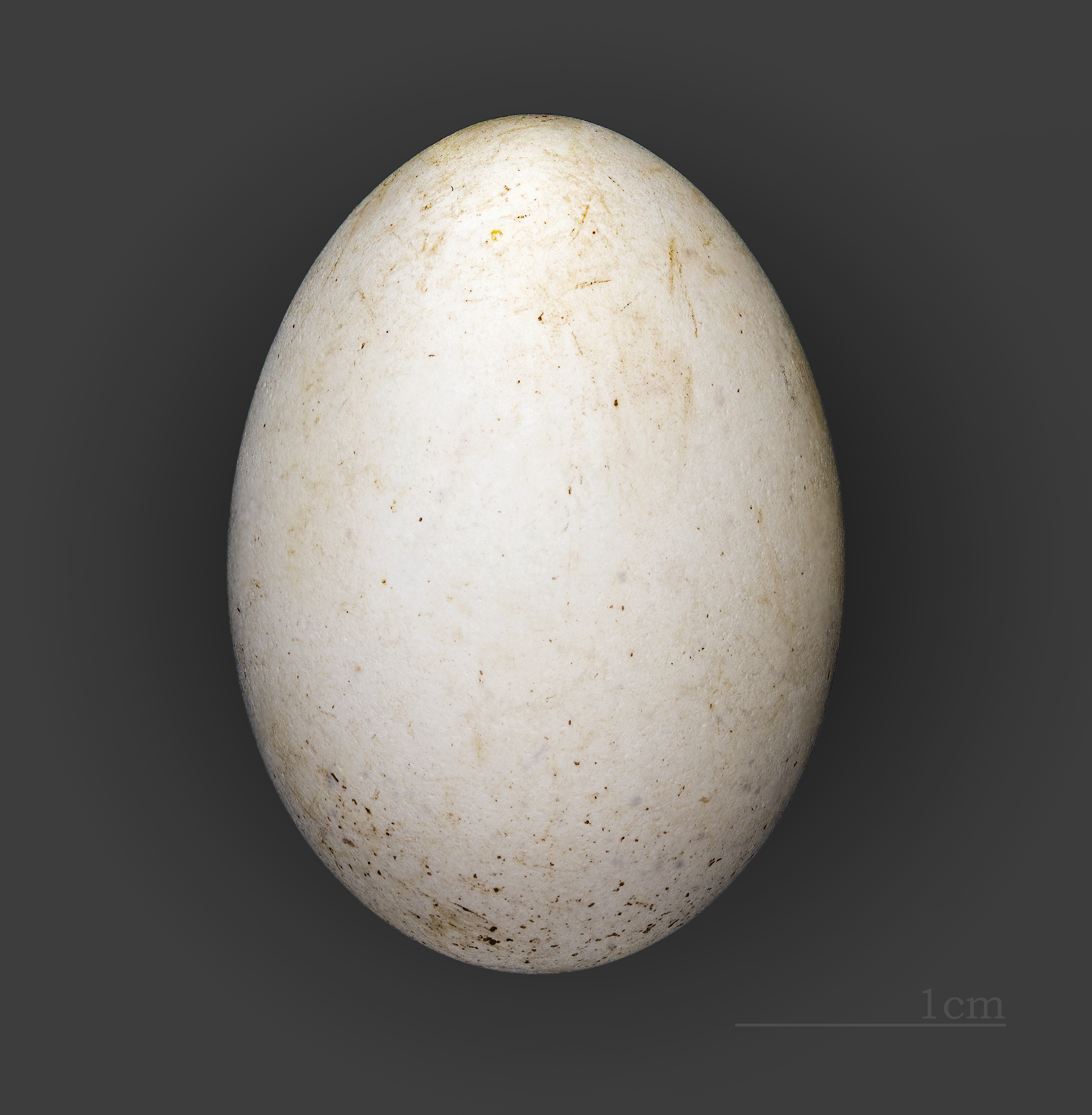
A tojás

A villás viharfecske (Oceanodroma leucorhoa) a madarak (Aves) osztályának viharmadár-alakúak (Procellariiformes) rendjébe, ezen belül a viharfecskefélék (Hydrobatidae) családjába tartozó Oceanodroma madárnem egyik faja.

## Előfordulása
A Atlanti-óceán és a Csendes-óceán északi részén fészkel Japán, Alaszka, Kanada, Izland, az Egyesült Királyság és Norvégia területén, telelni délre vonul, eljut Brazíliába és Dél-Afrikába is.

## Alfajai
- Oceanodroma leucorhoa chapmani Berlepsch, 1906
- Oceanodroma leucorhoa cheimomnestes Ainley, 1980
- Oceanodroma leucorhoa leucorhoa (Vieillot, 1818)
- Oceanodroma leucorhoa socorroensis C. H. Townsend, 1890

## Megjelenése
Testhossza 18-21 centiméter, szárnyfesztávolsága 43-48 centiméter.

## Életmódja
Kisebb halakkal, tintahalakkal és planktonikus rákokkal táplálkozik.